# Betaucourt
Betaucourt is een gemeente in het Franse departement Haute-Saône (regio Bourgogne-Franche-Comté) en telt 161 inwoners (2011). De plaats maakt deel uit van het arrondissement Vesoul.

## Geografie
De oppervlakte van Betaucourt bedraagt 7,1 km², de bevolkingsdichtheid is 22,7 inwoners per km².
De onderstaande kaart toont de ligging van Betaucourt met de belangrijkste infrastructuur en aangrenzende gemeenten.

## Demografie
Onderstaande figuur toont het verloop van het inwonertal (bron: INSEE-tellingen).